# Georgetown (Misisipi)
Georgetown es un pueblo del Condado de Copiah, Misisipi, Estados Unidos. Según el censo de 2000 tenía una población de 344 habitantes y una densidad de población de 198.2 hab/km².

## Demografía
Según el censo de 2000, había 344 personas, 135 hogares y 88 familias residiendo en la localidad. La densidad de población era de 198,2 hab./km². Había 152 viviendas con una densidad media de 87,6 viviendas/km². El 68,02% de los habitantes eran blancos, el 29,94% afroamericanos, el 0,87% de otras razas y el 1,16% pertenecía a dos o más razas. El 1,74% de la población eran hispanos o latinos de cualquier raza.
Según el censo, de los 135 hogares en el 34,1% había menores de 18 años, el 40,7% pertenecía a parejas casadas, el 19,3% tenía a una mujer como cabeza de familia y el 34,1% no eran familias. El 33,3% de los hogares estaba compuesto por un único individuo y el 10,4% pertenecía a alguien mayor de 65 años viviendo solo. El tamaño promedio de los hogares era de 2,55 personas y el de las familias de 3,27.
La población estaba distribuida en un 29,9% de habitantes menores de 18 años, un 8,1% entre 18 y 24 años, un 29,7% de 25 a 44, un 20,9% de 45 a 64 y un 11,3% de 65 años o mayores. La media de edad era 35 años. Por cada 100 mujeres había 90,1 hombres. Por cada 100 mujeres de 18 años o más, había 81,2 hombres.
Los ingresos medios por hogar en la localidad eran de 25.781 dólares ($) y los ingresos medios por familia eran 31.000 $. Los hombres tenían unos ingresos medios de 28.958 $ frente a los 20.313 $ para las mujeres. La renta per cápita para la ciudad era de 17.919 $. El 22,4% de la población y el 19,3% de las familias estaban por debajo del umbral de pobreza. El 26,0% de los menores de 18 años y el 31,8% de los habitantes de 65 años o más vivían por debajo del umbral de pobreza.

## Geografía
Según la Oficina del Censo de los Estados Unidos, la localidad tiene un área total de 1,8 km², todos ellos correspondientes a tierra firme.